# Деснянський (Брянська область)
Деснянський (рос. Деснянский) — селище в Вигоницькому районі Брянської області Російської Федерації.
Населення становить 479 осіб. Входить до складу муніципального утворення Утинське сільське поселення.

## Історія
Від 2005 року входить до складу муніципального утворення Утинське сільське поселення.

## Населення
| 2010 | 2013 |
| ---- | ---- |
| 474  | ↗479 |